# Ambrosio Crámer
Ambroise Jérome Cramer, conocido en Sudamérica como Ambrosio Crámer (París, 1790 - Chascomús, 1839) fue un militar francés que participó en las guerras napoleónicas y más tarde se estableció en las Provincias Unidas del Río de la Plata, donde participó en la Guerra de independencia de la Argentina contra los realistas, en las campañas previas a la Conquista del Desierto contra los indios y en las guerras civiles argentinas contra los federales, falleciendo en la Batalla de Chascomús durante la revolución de los Libres del Sur.

## Inicios en Europa
Ambrosio Crámer se enroló como cadete en los ejércitos de Francia durante la época de Napoleón Bonaparte, en 1806. Hizo la Guerra de la Independencia Española, en la que fue herido dos veces.
Años más tarde se recibió de ingeniero militar y combatió en la batalla de Waterloo. Después de esa batalla fue dado de baja del ejército francés y proscrito por sus ideas políticas, al considerársele bonapartista.

## Guerras de independencia
Llegó a las Provincias Unidas del Río de la Plata a mediados de 1816 junto con otros oficiales, como Federico Brandsen, Alejo Bruix y su hermano, Benjamín Viel y otros en el Celeste, provenientes del puerto de Calais, Francia.
Rápidamente se sumó a la Guerra de independencia de la Argentina contra los realistas.
El Director Supremo de las Provincias Unidas del Río de la Plata, Juan Martín de Pueyrredón, lo nombró Sargento Mayor del 1.º Batallón de Cazadores de los Andes, de modo que se incorporó al Ejército de los Andes. Posteriormente, el general José de San Martín le encargó la organización del Regimiento N.º  8 de Infantería, formado por esclavos negros sobre la base del 2.º Batallón de Cazadores.
Participó del Cruce de los Andes al frente de las Compañías de Fusileres de esa unidad, y peleó en la Batalla de Chacabuco, en la que la carga a la bayoneta de su cuerpo tuvo un papel principal en la victoria.
Posteriormente fue asignado a la guarnición de Santiago de Chile, mientras el resto del Ejército de los Andes hacía la campaña del sur de Chile. Tras un entredicho con el general San Martín, obtuvo la baja y regresó a las Provincias Unidas. Allí se unió al Ejército del Norte y fue edecán del general Manuel Belgrano. En el año 1819 realizó un viaje a Francia y estando en París encargó a Théodore Géricault las conocidas  litografías de los generales Belgrano y San Martín.

## Actuación militar y civil en Buenos Aires
Tras el motín de Arequito, Crámer se unió al ejército de Buenos Aires y luchó en Cepeda y Cañada de la Cruz. Al año siguiente participó en la campaña contra el caudillo federal Francisco Ramírez.
En 1821 fue enviado a efectuar reparaciones en el puerto de Carmen de Patagones, y acompañó como jefe del contingente militar una frustrada empresa de colonización de la bahía de San Antonio, en la costa de la actual provincia de Río Negro, dirigida por el francés Leloir, fundador de la familia de ese apellido. Pero el barco naufragó al salir de Carmen de Patagones, y fue uno de los pocos sobrevivientes.
Participó en la campaña que el gobernador de la provincia de Buenos Aires, el general Martín Rodríguez, llevó contra los indios en 1823, y fue el autor de los planos del Fuerte Independencia, inicio de la actual ciudad de Tandil. Estuvo destinado en las guarniciones de Bahía Blanca y Carmen de Patagones.
Pidió su retiro militar en 1825, y al año siguiente obtuvo la licencia oficial de agrimensor; se dedicó a la mensura de campos, en la época de reparto por la ley de enfiteusis. Junto a ese trabajo, acompañó al coronel Federico Rauch en varias operaciones contra los indígenas. Beneficiándose de la ley de enfiteusis, fundó la estancia "La Postrera", un gran establecimiento de cría de ovejas, junto al río Salado y al sur de Chascomús. Por su trabajo de agrimensura fue integrado a la sociedad constituida por Juan Pedro Aguirre, Pedro Andrés García, Manuel José de Haedo y José María Rojas en la enfiteusis de cien leguas solicitada el 21 de febrero de 1826 en la "Sierra del Bolcán", hoy parte de los partidos de Balcarce y Ayacucho; allí surgiría la Estancia San Juan de la familia Girado.
Durante la guerra civil entre Juan Lavalle y Juan Manuel de Rosas tenía amigos en ambos bandos, por lo que se encerró en su campo y no tomó partido.
Fue jefe de ingenieros en la Campaña de Rosas al Desierto del año 1833. En los años siguientes trabajó activamente en mensura de campos y en deslindes de lotes en pueblos del interior de la provincia de Buenos Aires. Tuvo serios problemas con varios jefes políticos y militares de la época de Rosas, especialmente con Prudencio Rosas, hermano del gobernador.

## Los Libres del Sur
Cuando se produjo el Bloqueo francés al Río de la Plata —a partir de 1838— se vio perjudicado en sus intereses económicos, por la imposibilidad de exportar su producción. La actitud intransigente del gobierno lo llevó culpar a éste de sus problemas. Por otro lado, se lo veía como sospechoso por su origen francés. De modo que pasó rápidamente de la protesta privada y pública a la participación en conspiraciones contra el gobierno de Rosas.
En 1839, los estancieros del sur de Buenos Aires se rebelaron contra Rosas, azuzados por lo que quedaba del partido unitario y la flota francesa que bloqueaba el río. Pedro Castelli, de la zona de Balcarce, fue elegido como jefe militar, dado que era el estanciero que más tropas había logrado reunir. Esta sublevación debía coincidir con el complot dirigido por el coronel Ramón Maza en Buenos Aires y con el desembarco de Lavalle en la zona del Tuyú. Se inició así la Revolución de los Libres del Sur.
Los otros dos jefes de la conjura eran los coroneles Crámer y Rico. Este último había participado de la expedición al desierto de 1833 y era entonces juez de paz de Dolores. Crámer también aportó tropas y se puso al frente de las fuerzas del partido de Chascomús. Prestó también algunos galpones de su propiedad en Chascomús para ser utilizados como cuarteles de ese ejército improvisado.
Pronto las cosas empezaron a andar mal para los revolucionarios. La conjuración de Maza fue descubierta, su jefe ejecutado, y su padre, el exgobernador Manuel Vicente Maza, asesinado en su despacho de la legislatura provincial.
Para empeorar todo, Lavalle faltó a la cita, aceptando en cambio dirigir un pequeño ejército de oficiales hacia la provincia de Entre Ríos: terminaría recorriendo el país entero, de derrota en derrota, hasta terminar muerto de un balazo casual en San Salvador de Jujuy.
Los revolucionarios quedaron librados a sus propias fuerzas y encerrados de tal forma que no podían esperar escapar: tenían a todo el ejército de Rosas al norte, y los “indios amigos” al sur. No obstante, siguieron adelante con sus planes. Habían reunido 2 000 hombres en Dolores y otros 1 000 en Chascomús, y los trasladaron en su totalidad hacia Chascomús. Crámer y Rico se encargaron de la maniobra y del escaso entrenamiento que pudieron dar a sus bisoños gauchos.
El 7 de noviembre de 1839, el ejército al mando de Castelli fue atacado por Prudencio Rosas en las orillas de la Laguna de Chascomús, en la llamada batalla de Chascomús. En un primer momento, la victoria pareció quedar del lado de los rebeldes, y el propio Rosas huyó hacia el norte. Pero la decisiva reacción del coronel Nicolás Granada volcó la batalla en su favor, que quedó decidida cuando el coronel Crámer fue muerto en combate. Una parte de los soldados rebeldes huyeron, y el resto se entregó al enemigo, que fue indulgente con ellos.
Castelli fue muerto varios días más tarde, cerca de Dolores, mientras Rico pudo huir. Participaría en la invasión de Lavalle a Buenos Aires y en la retirada al interior, hasta ser fusilado en noviembre de 1841.